# زاك ستون
زاك ستون هو متزلج على الثلوج كندي، ولد في 6 سبتمبر 1991 في كولينجوود في كندا.

## وصلات خارجية
- زاك ستون على موقع الاتحاد الدولي للتزلج (ركوب لوح الثلج) (الإنجليزية)